# Differentiële associatie
De theorie van differentiële associatie stelt dat men zich associeert met het gedrag dat het meest wordt waargenomen, of dit nu conformerend of deviant is. Daarbij kan deze associatie wel variëren of differentiëren in tijd, intensiteit, duur en prioriteit. De theorie is afkomstig van Edwin Sutherland.